# Víctor Velásquez
Víctor Manuel Velásquez Molina (La Unión, 12 aprile 1976) è un ex calciatore salvadoregno, di ruolo difensore.

## Caratteristiche tecniche
Difensore centrale, poteva essere schierato anche come libero.

## Carriera

### Club
Ha cominciato a giocare nel Dragón. Nel 2001 è stato acquistato dal FAS. Nel 2006 è passato all'Alianza. Nel 2008 si è trasferito all'Águila. Nel 2009 è stato acquistato dal Municipal Limeño. Ha concluso la propria carriera nel 2011, dopo aver giocato per una stagione nel FAS.

### Nazionale
Ha debuttato in Nazionale l'8 ottobre 2000, in Saint Vincent e Grenadine-El Salvador (1-2). Ha messo a segno la sua prima rete con la maglia della Nazionale il 13 febbraio 2003, in El Salvador-Nicaragua (3-0), siglando la rete del momentaneo 2-0 al minuto 27. Ha partecipato, con la Nazionale, alla CONCACAF Gold Cup 2002 e alla CONCACAF Gold Cup 2003. Ha collezionato in totale, con la maglia della Nazionale, 54 presenze e quattro reti.

## Palmarès

### Club

#### Competizioni nazionali
- Campionato salvadoregno di calcio: 4

FAS: 2001-2002, 2002-2003, 2003-2004, 2004-2005